# Merluccius hubbsi
Merlu argentin, Merlu d'Argentine, Merlu sud-américain
Espèce
Merluccius hubbsi, le Merlu argentin, Merlu d'Argentine ou Merlu sud-américain, est une espèce de poissons de la famille des Merlucciidae, qui se rencontre sur la côte orientale du cône sud de l'Amérique du Sud, depuis les 28° de latitude Sud, jusqu'à la région des îles Malouines. C'est une espèce d'importance économique cruciale, étant donné les grandes quantités pêchées annuellement. Ce poisson constitue l'une des principales exportations halieutiques d'Argentine.

## Répartition et habitat

En bleu pâle, aire de répartition de Merluccius hubbsi.

Merluccius hubbsi se rencontre à une profondeur moyenne de 200 m, sous des températures de l'ordre de 5 °C. Il se concentre en été dans les eaux peu profondes, au sud du 40e parallèle, au large de la province de Chubut, et retourne plus au nord dans les eaux proches du Sud-Est brésilien en hiver.

## Description
Merluccius hubbsi a une coloration gris clair sur la tête et le dos, et une couleur blanc crayeux au niveau du ventre. Son corps est fusiforme, sa tête est courte et de forme conique. Les ailerons pectoraux sont courts et larges ; il présente deux ailerons dorsaux, le premier de 9 à 12 épines et le second de 34 à 40, ainsi qu'un aileron pelvien de 36 à 41. L'aileron caudal est brisé. Les écailles sont de bonne taille.
Les tailles maximales se rencontrent chez les femelles, qui dépassent les mâles en taille à partir de la troisième année de vie, atteignant ainsi jusqu'à 95 cm de long, comparé à seulement 60 cm pour les mâles.

### Reproduction
Le merlu argentin se reproduit presque toute l'année, avec deux périodes plus marquées, durant l'hiver près de la côte de Cabo Frio, au Brésil et au printemps près de la côte nord de la Patagonie argentine.

### Alimentation
Les merlus argentins s'alimentent de poissons plus petits (petits anchois, autres merlus, etc.) de poulpes et de zooplancton.

## Classification
Le nom valide complet (avec auteur) de ce taxon est Merluccius hubbsi Marini (d), 1933.
Cette espèce porte les noms vernaculaires suivants : Merlu argentin, Merlu d'Argentine ou Merlu sud-américain. Elle est également appelée Pescada de la Patagonia au Chili.
Merluccius hubbsi a pour synonymes :
- Merluccius gayi hubbsi Marini, 1933
- Merluccius merluccius hubbsi Marini, 1933

## Étymologie
Son épithète spécifique, hubbsi, lui a été donnée en l'honneur du zoologiste américain Carl Leavitt Hubbs (1894-1979), « l'un des ichtyologistes les plus distingués ».

## Publication originale
- (es) T. L. Marini, « La merluza Argentina », Physis, Argentine, vol. 11, no 39,‎ 1933, p. 321-326 (ISSN 0373-6709).